# Sabrina Ott
Sabrina Ott (* 1997) ist eine Schweizer Unihockeyspielerin. Sie steht beim Nationalliga-A-Vertreter Zug United unter Vertrag.

## Karriere

### UHC Zugerland
Ott begann ihre Karriere beim UHC Zugerland. In ihrer letzten U21-Saison erzielte sie in neun Partien drei Tore und einen Assist. 2014 debütierte sie in der ersten Mannschaft des UHC Zugerland in der Nationalliga B.

### Zug United
2015 erfolgte der Wechsel zum Nationalliga-A-Verein Zug United. 2015/16 erzielte sie in 26 Partien neun Tore und drei Assists. In ihrer zweiten Saison bei Zug United konnte sie nicht an die Leistungen aus der Vorsaison anknüpfen und absolvierte lediglich neun Partien. Dabei erzielte sie drei Scorerpunkte. Am 20. Juni 2018 gab Zug United bekannt, dass Ott weiterhin für den Verein auflaufen wird.